# Batalla de Bezzecca
La batalla de Bezzecca es va lliurar el 21 de juliol de 1866 entre Itàlia i Àustria, durant la Tercera Guerra d'Independència Italiana. La força italiana, els Caçadors dels Alps, estaven dirigides per Giuseppe Garibaldi, i havien envaït Trentino com a part de l'ofensiva general italiana contra la força austríaca que ocupava el nord-est d'Itàlia després del decisiva victòria prusiana de la batalla de Königgrätz, que havia portat Àustria a traslladar part de les seves tropes cap a Viena.
Els austríacs, comandats pel Generalmajor Franz Kuhn von Kuhnenfeld, van atacar i van ocupar la ciutat de Bezzecca. Els italians de manera descoordinada van intentar recuperar-la. El mateix Garibaldi, que es desplaçava pel camp de batalla en un carruatge a causa d'una ferida d'un enfrontament anterior, corria perill de ser capturat. L'artilleria italiana va prendre un turó proper a la ciutat i un assalt de la infanteria italiana va fer que els austríacs es retiressin als seus emplaçaments a les muntanyes circumdants, marcant així una victòria italiana que va costar moltes baixes.
Mentre Garibaldi es preparava per continuar la invasió cap a Garda per prendre els forts de Lárdaro, el 9 d'agost va rebre el missatge de l'armistici entre Itàlia i Àustria i l'ordre del general La Marmora, comandant en cap de l'exèrcit piemontès, per abandonar Trentino. En aquella ocasió, a la plaça de Bezzecca, Giuseppe Garibaldi va respondre amb el famós telegrama, amb una sola paraula: "Obbedisco!" ("Obeeixo!").

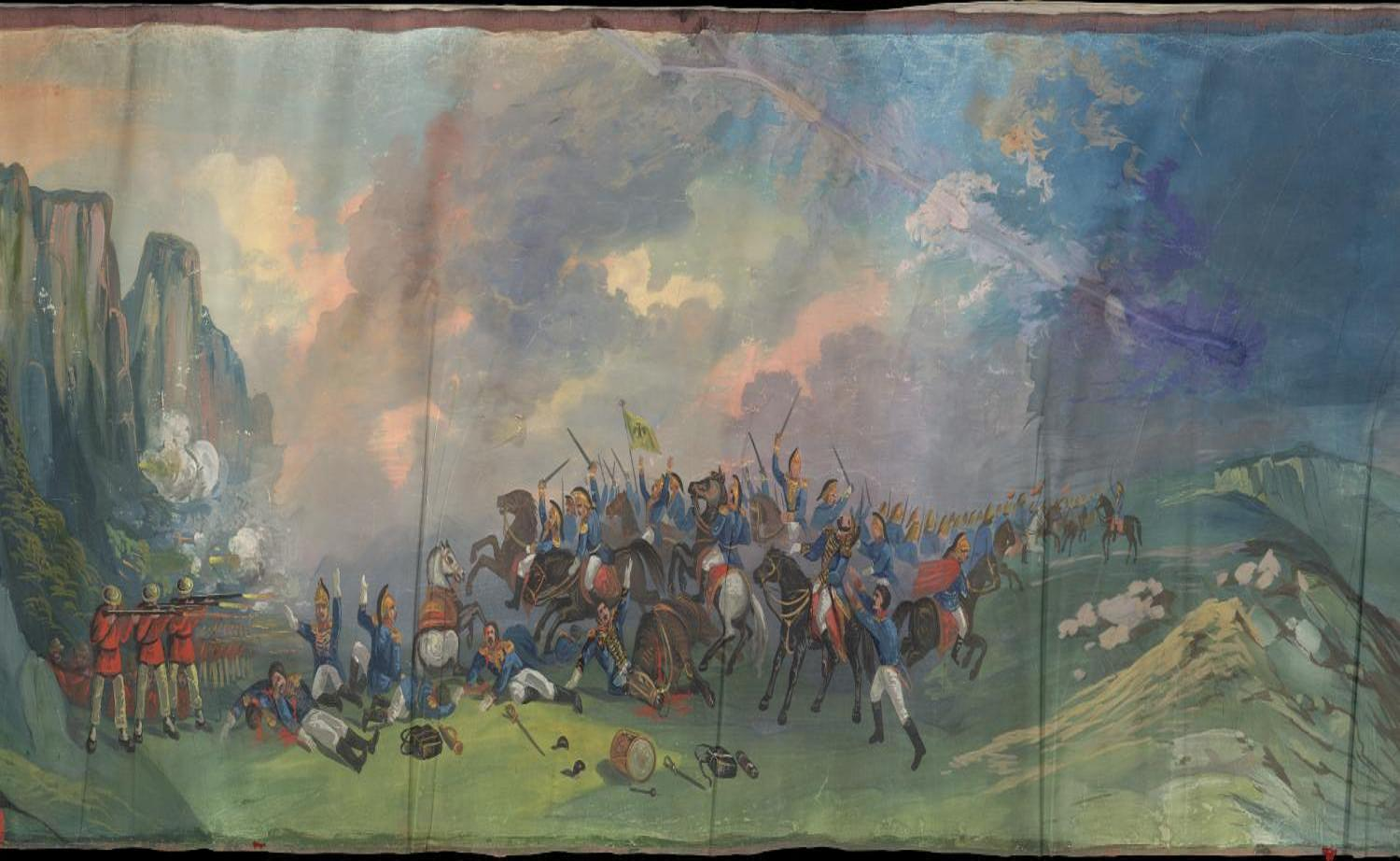
Atac dels austriacs